# La locandiera (film 1912)
La locandiera è un film muto italiano del 1912 diretto da Alberto Nepoti.